# Jan von Konow
Jan Joachim Torsson von Konow, född 24 april 1922 i Helsingborg, död 8 juni 2016, var en svensk förläggare, heraldiker, och museiman. Han författade bland annat artiklar i Nationalencyklopedin, för vilken han var ämnesansvarig expert inom militärhistoria.

## Biografi
von Konow blev filosofie licentiat vid Stockholms högskola 1957, och var därefter bokförläggare. Han var redaktions- och litteraturchef vid Svenska kyrkans diakonistyrelses bokförlag 1962–1965 och vid J.A. Lindblads förlag 1965–1971. Han fick därefter tjänst som militärhistoriker vid Kungliga Militärhögskolan 1971–1972, och var 1975–1975 verksam vid försvarets civilförvaltning.  År 1975 blev von Konow statsheraldiker och chef för riksarkivets heraldiska sektion. År 1981 övergick han till museivärlden och blev förste intendent och chef för föremålsavdelningen vid Armémuseum och var museets styresman 1985–1988. 
von Konow erhöll 2004 Svenska Heraldiska Föreningens förtjänstmedalj.